# André Mbata
André Mbata Betu Kumesu Mangu (né le 13 décembre 1960 à Bena Mbangal), est un homme politique et professeur de droit constitutionnel de la république démocratique du Congo. Il est élu député national lors des élections législatives de 2018.

## Biographie
André Mbata est né le 13 décembre 1960 à Bena Mbangal près de Dimbelenge,.
André Mbata Mangu est professeur de droit constitutionnel à la faculté de droit de l'université de Kinshasa et à l'université d'Afrique du Sud. Il est membre du Conseil pour le développement de la recherche en sciences sociales en Afrique (CODESRIA) et du Réseau africain de droit constitutionnel (RADCL).
Il est l'auteur de plusieurs ouvrages dans le domaine du droit, notamment L'abolition de la peine de mort et constitutionnalisme en Afrique et Nationalisme, panafricanisme et reconstruction africaine .

## Carrière politique
Mbata est élu député national en 2006 sous l'étiquette du Rassemblement congolais pour la démocratie.
Mbata est élu en 2018 député national Dimbelenge dans le Kasaï-Central sur la liste de l'Union pour la démocratie et le progrès social (UDPS) du président Félix Tshisekedi. Il devient le 20 mai 2021, président de la commission politique, administrative et juridique (PAJ), de l'Assemblée nationale à la suite d'une élection sous la présidence de Christophe Mboso N'Kodia Pwanga.
Le 27 avril 2022, il est élu premier vice-président de l'Assemblée nationale en remplacement de Jean-Marc Kabund,.